# Pomnik zwycięskiej wojny o wyzwolenie Ojczyzny
Pomnik zwycięskiej wojny o wyzwolenie Ojczyzny (kor. 조국해방전쟁승리기념탑) – pomnik znajdujący się w Pjongjangu, odsłonięty w 1993.

## Historia
Monument to seria posągów przedstawiających żołnierzy Koreańskiej Armii Ludowej. Obiekt został ukończony w 1993, z okazji 40. rocznicy zakończenia wojny koreańskiej.
Obiekt uwieczniony jest także na północnokoreańskim banknocie o nominale 10 wonów.